# Machen, Wales
Machen är en ort i Storbritannien.   Den ligger i kommunen Caerphilly och riksdelen Wales, i den södra delen av landet, 210 km väster om huvudstaden London. Machen ligger 55 meter över havet och antalet invånare är 2 301.
Terrängen runt Machen är kuperad åt nordväst, men åt sydost är den platt. Runt Machen är det tätbefolkat, med 636 invånare per kvadratkilometer. Närmaste större samhälle är Cardiff, 13,1 km söder om Machen. Trakten runt Machen består i huvudsak av gräsmarker.